# Michalcewo (obwód wołogodzki)
Michalcewo (ros. Михальцево) – wieś w Rosji, w rejonie wołogodzkim obwodu wołogodzkiego. W 2010 r. liczyła 42 mieszkańców.